# Alfonso Letelier Llona

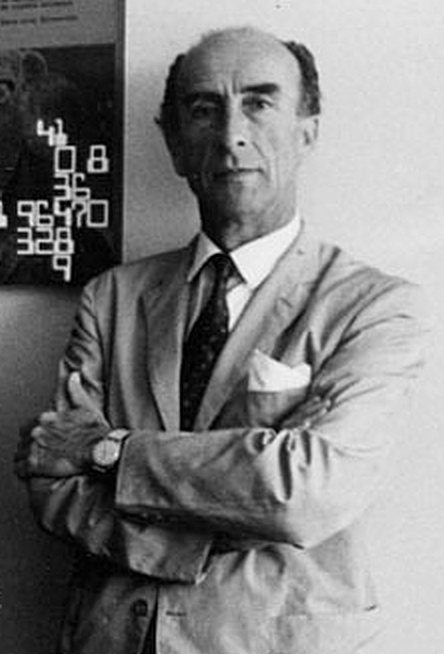
Alfonso Letelier 1962

Alfonso Letelier Llona (* 4. Oktober 1912 in Santiago de Chile; † 28. August 1994 ebenda) war ein chilenischer Komponist und Musikpädagoge.

## Leben und Werk
Alfonso Letelier studierte zunächst Agrarwissenschaft an der Katholischen Universität in Santiago, graduierte dort 1934 und arbeitete zunächst im Beruf als Agrarwissenschaftler. Daneben bildete er sich musikalisch am Conservatorio Nacional de Música der Universidad de Chile bei Pedro Humberto Allende in Harmonielehre und Komposition und bei Raúl Hügel im Fach Klavier aus.
1940 war er an der Gründung der Escuela de Música in Santiago beteiligt, an der er bis 1953 als Direktor und Kompositionslehrer fungierte. Später wirkte er als Lehrer für Musikgeschichte, Musikwissenschaft, Komposition und Pädagogik am chilenischen Conservatorio Nacional de Música. Von 1952 bis 1962 war er Dekan der Fakultät für Musik der Universidad de Chile. Von 1950 bis 1956 war er Präsident der Asociación nacional de compositores. 1966 wurde er in Academia de bellas artes del Instituto de Chile berufen. 1968 erhielt er den Premio nacional de arte.
Leteliers musikalische Tätigkeit war im Wesentlichen auf das Schaffen religiöser und chorischer Musik (beeinflusst vom gregorianischen und modalen Gesang) ausgerichtet, wobei er der Poesie und dem Text als Träger der musikalischen Botschaft besondere Bedeutung zumaß. Er schrieb unter anderem für Orchester: Suita Grotesca (1946), Divertimento Concertante (1955), Suite Aculeo (1957), den symphonischen Satz mit Klavier La Vida del Campo (1937). Das Oratorium La Historia de Tobías y Sara (1955), Sonetos de la Muerte für Sopran und Orchester (1948), Cuatro Canciones de Cuna für Singstimme und Orchester (1940), eine Messe für Chor, Streicher und Orgel (1930), ein Streichquartett (1939), eine Bratschensonate (1949), eine Violinsonate (1953) sowie Klaviermusik, Chöre und Lieder. Von den späteren Werken seien genannt: Das Gitarrenkonzert op. 31 (1961), die Estancias amorosas für Alt und Streicher op. 34 (1966), Cuatro Preludios vegetales für Orchester (1968) und Zwei Gesänge für Alt und Kammerensemble (aus Stefan Georges: Der Teppich des Lebens und Das Jahr der Seele. 1968–1969). Letelier war trotz seiner stilistischen Vielfalt im Grunde ein Komponist expressionistischer Ästhetik, immer in der Nähe von Dramatik, Tiefe und Angst um das Leben verortet.
Alfonso Letelier schrieb unter anderem die Beiträge P.H. Allende (Rev. Musical chilena XIV, 1960), La música y el cristianismo (ebd. XV, 1961) und V. Salas Viú (ebd. XXI, 1967).